# ナイル (バンド)
ナイル (Nile) は、アメリカ合衆国・グリーンビル出身のテクニカルデスメタルバンドである。ブルータル・デスメタルに分類されることもある、デスメタルを更に激しくさせ、エジプト音楽のような中近東の伝統音楽を融合させたような音楽性が特徴的。

## 概要
ナイルの楽曲の多くはボーカル、ギターのカール・サンダースが書いており、楽曲の多くは、テクニカルデスメタルとワールドミュージックや民族音楽に分類されるような中近東の音楽を融合するという物である。そのため、古代エジプトのワードを歌に取り入れる事も有った。
また、カール以外にもボーカルを執る場合が多く、トリプルボーカルである時期が長い。一時期は、メンバー4人全員がボーカルを執っていた時期もある。
歌詞の内容の多くは、エジプト学と他の古代の中東の文化（例えばメソポタミア）に対するカール・サンダースの関心に基づく。この世界観は、前述の中近東の文化に加えて、ハワード・フィリップス・ラヴクラフトの作品から強い影響を受けている。内容が専門的であることもあり、各アルバムには、個別の楽曲にカールによる詳細な解説が掲載されている。

## 略歴
カール・サンダースの元のMorriahと言うバンドから、1993年に、カール・サンダース (Vo、G)、チーフ・スパイアーズ (B、Vo)、ピート・ハモウラ (Ds、Vo)の3名で結成。1994年に1stデモ『Nile / Worship the Animal』をリリース。1995年にはEP『Festivals of Atonement』、1996年に2ndデモ『Ramses Bringer of War』をリリース。同デモは翌年にシングルとして再リリースされている。この2枚の音源をリリースした時期に、ギタリストのジョン・エーラースが在籍していた。2ndデモをきっかけにリラプス・レコードと契約。1998年に1stアルバム『Amongst the Catacombs of Nephren-Ka』をリリースしデビューする。1stアルバムのレコーディング後、ダラス・トーラー＝ウェイド (G, Vo)が加入。モービッド・エンジェルやクリプトプシーとツアーを敢行し、知名度を上げていく。
2000年に2ndアルバム『Black Seeds of Vengeance』をリリース。リリースに先立って、ピートがツアー中に負傷したため脱退。また、リリースから数ヶ月後にチーフが脱退。トニー・ラウリーノ (Ds)が加入。ベーシストの補充はされず、活動を継続する。ベーシスト不在のまま、3rdアルバムのレコーディングを開始。ベースはダラスが兼任した。2002年に3rdアルバム『In Their Darkened Shrines』をリリース。リリース後、ジョン・ヴェサノ (B, Vo)が加入。ジョンは、3rdアルバムにセッションボーカルとして参加していた。
2004年にトニーが脱退。ナイトフォールのジョージ・コリアス (Ds)が加入。ジョージ加入には、一時期ナイルに参加していたドラマー、デレク・ロッディの推薦があったからだという。2005年に4thアルバム『Annihilation of the Wicked』をリリース。リリース後、ジョンが脱退し、ジョー・ペイン (B, Vo)がセッションメンバーとして加入。
レーベルをドイツの大手レーベル、ニュークリア・ブラストに移して、2007年に5thアルバム『Ithyphallic』をリリース。正式ベーシストが不在だったため、再びダラスがベースを兼任した。リリース後、クリス・ロリス (B, Vo)が加入。2009年に6thアルバム『Those Whom the Gods Detest』をリリース。2012年にクリスが脱退し、トッド・エリス (B, Vo)が加入した。同年に7thアルバム『At the Gate of Sethu』をリリース。
2015年2月、トッドが脱退。8月『What Should Not Be Unearthed』をリリース。2017年2月、前年10月にダラスが脱退していたことを発表。ブライアン・キングスランドが加入。2022年7月、ベーシストのパリスが脱退した。

## メンバー

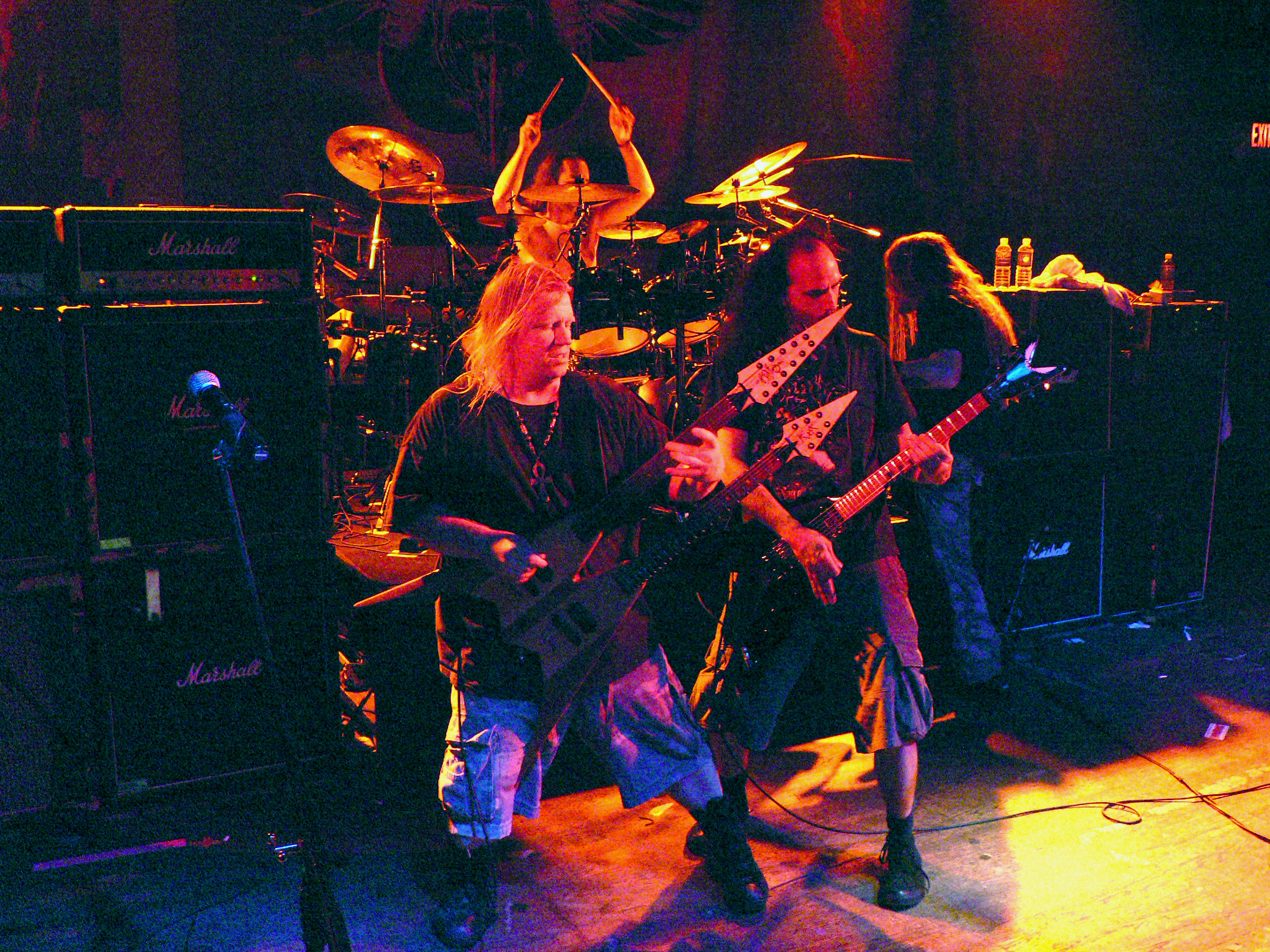
2007年のライヴ。手前左がカール・サンダース。手前右がダラス・トーラー＝ウェイド。右奥がクリス・ロリス。正面奥がジョージ・コリアス。

### 現メンバー
- カール・サンダース (Karl Sanders) - ボーカル、ギター (1993 - )

現在在籍する唯一のオリジナルメンバーでバンドの中心人物。
- ジョージ・コリアス (George Kollias) - ドラムス (2004 - )

ギリシャ出身。ナイトフォールやシステム・ショックでも活動していた。
- ブライアン・キングスランド - (Brian Kingsland) - ギター、ボーカル (2017 - )
- ダン・ヴァディム・フォン (Dan Vadim Von) - ベース、ボーカル (2023 - )

### 旧メンバー
- ジョン・エーラース (John Ehlers) - ギター (1996 - 1997)
- ダラス・トーラー＝ウェイド (Dallas Toler-Wade) - ギター、ボーカル (1997 - 2016)
- チーフ・スパイアーズ (Chief Spires) - ベース、ボーカル (1993 - 2001)
- ジョン・ヴェサノ (Jon Vesano) - ベース、ボーカル (2001 - 2005)
- クリス・ロリス (Chris Lollis) - ベース、ボーカル (2007 - 2012)
- トッド・エリス (Todd Ellis) - ベース、ボーカル (2012 - 2015)
- ブラッド・パリス (Brad Parris) - ベース、ボーカル (2015 - 2022)
- ピート・ハモウラ (Pete Hammoura) - ドラムス、ボーカル (1993 - 2000)
- トニー・ラウリーノ (Tony Laureano) - ドラムス (2000 - 2004)

## ディスコグラフィ

### アルバム
- 『アマングスト・ザ・カタコムズ・オブ・ネフレン・カ』 - Amongst the Catacombs of Nephren-Ka (1998年)
- 『ブラック・シーズ・オブ・ヴェンジェンス』 - Black Seeds of Vengeance (2000年)
- 『イン・ゼア・ダーケンド・シュラインズ』 - In Their Darkened Shrines (2002年)
- 『アナイアレイション・オブ・ザ・ウィケッド』 - Annihilation of the Wicked (2005年)
- 『イシファリック』 - Ithyphallic (2007年)
- 『神に嫌われし者たち』 - Those Whom the Gods Detest (2009年)
- 『アット・ザ・ゲイツ・オヴ・セス』 - At the Gate of Sethu (2012年)
- 『ホワット・シュッド・ノット・ビー・アンアースド』 - What Should Not Be Unearthed (2015年)
- 『ヴァイル・ナイロティック・ライツ』 - Vile Nilotic Rites (2019年)

## 日本公演
- 2004年 EXTREME THR DOJO Vol.8
- 2006年 EXTREME THE DOJO Vol.15
- 2007年 LOUD PARK 07
- 2010年 EXTREME THE DOJO Vol.25
- 2013年
- 2020年